# Legend of Grimrock
Legend of Grimrock es un videojuego de rol de acción y exploración de mazmorras desarrollado por el estudio independiente finlandés Almost Human. El juego es una mazmorra en 3D inspirada en los clásicos videojuegos de rol de los años 1980 y 1990 Dungeon Master, Eye of the Beholder y Ultima Underworld. Fue lanzado el 11 de abril de 2012 para Microsoft Windows, y luego para Mac y Linux en diciembre.
Legend of Grimrock es el primer juego de Almost Human, un equipo desarrollador independiente de cuatro personas formado en febrero de 2011 que financió el desarrollo del juego con sus propios medios.

## Juego

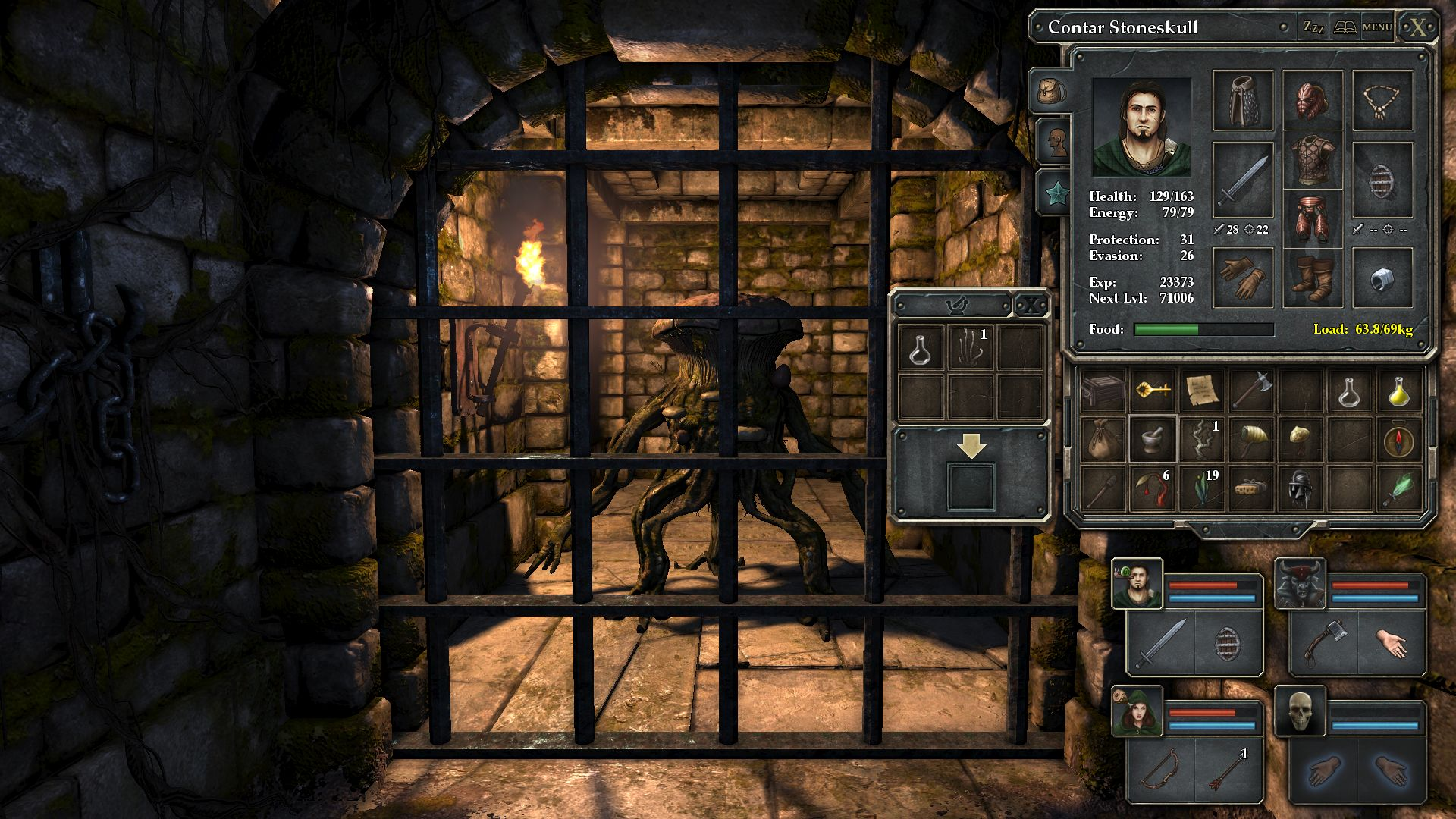
Una captura del juego con el inventario de uno de los personajes abierto.

Legend of Grimrock es un videojuego de rol de acción en tiempo real. Los jugadores controlan a un equipo de 1 a 4 personajes que se mueve a lo largo de una mazmorra en tres dimensiones cuadriculadas, un estilo de juego popular en videojuegos de rol de acción de principios de los 1990 como Dungeon Master y Eye of the Beholder, en los cuales fue inspirado Legend of Grimrock.
El juego consiste en un combinación de combate y resolución de acertijos. Los personajes dentro del grupo ganan experiencia por matar criaturas y bestias dentro de la mazmorra, permitiéndoles incrementar sus niveles y desarrollar sus habilidades para mejorar sus capacidades de combate y permitirles realizar nuevos conjuros, y su equipamiento es obtenido a través de exploración y la resolución de acertijos a lo largo de la mazmorra. Muchos de los acertijos más complejos del juego están diseñados como elementos extra, siendo opcionales para el progreso a través de la mazmorra pero otorgan artículos superiores por resolverlos.
Haciendo referencia a sus raíces clásices, el jugador tiene la opción de activar el modo de "la vieja escuela" al comenzar un juego nuevo. En este modo el sistema del mapa del juego es desactivado, dejando la navegación de la cuadrícula de la mazmorra enteramente al jugador; esto hace referencia a los juegos de los años 1990 en los que está basado Grimrock, los cuales dejaban la memorización de rutas y caminos a través de la mazmorra enteramente en manos del jugador. El manual digital contiene una cuadrícula imprimible que alienta a los jugadores a mapear su camino a través del juego al estilo antiguo.

## Trama

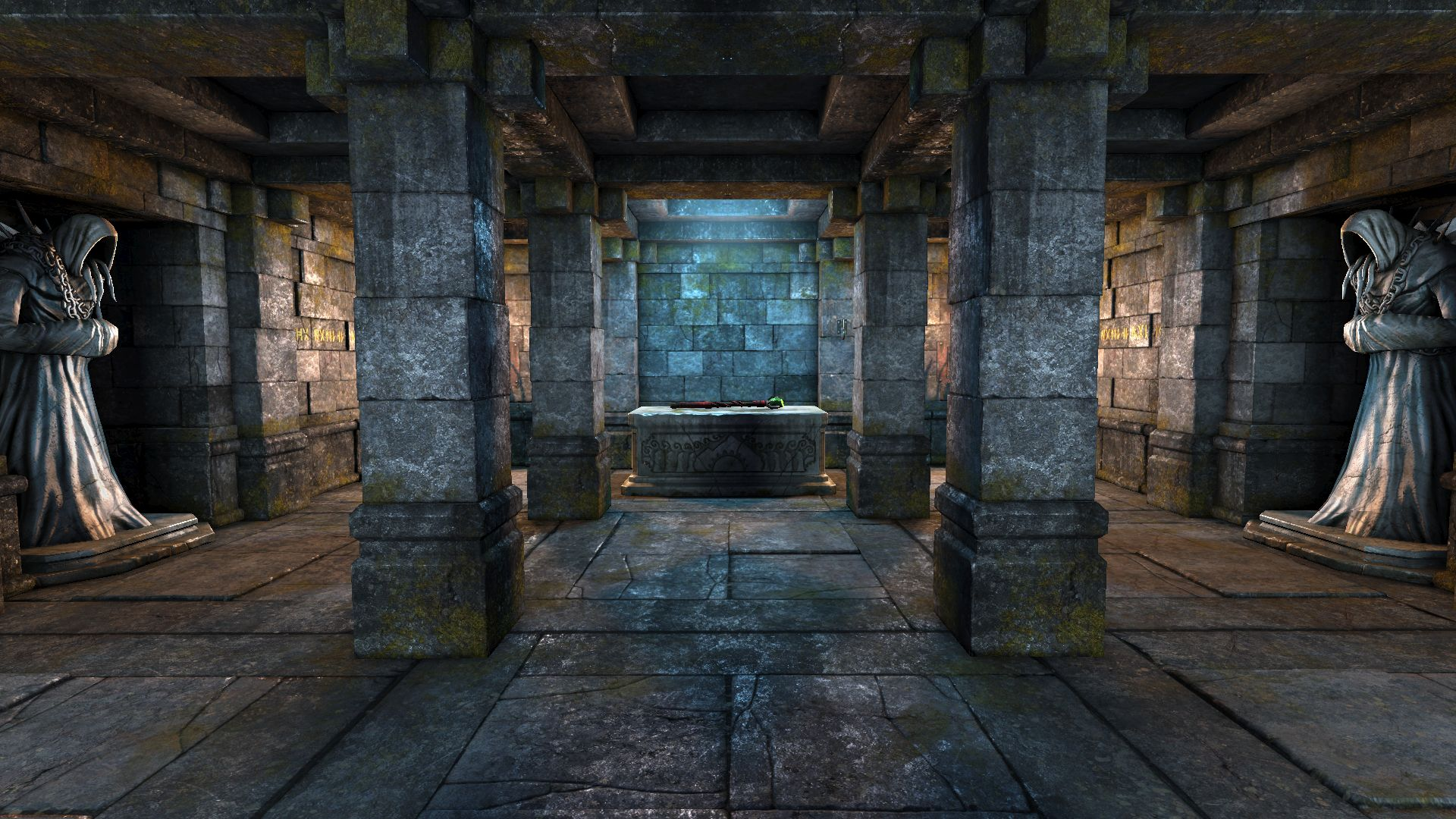
Captura de pantalla de Legend of Grimrock que muestra una sala de altar.

En la cima del Monte Grimrock, una aeronave lleva a un grupo de prisioneros escoltados por caballeros armados. Los prisioneros, sentenciados por "la corte" por crímenes contra el Rey, han sido sentenciados a ser dejados en el fondo de Monte Grimrock, y cuando llegasen allí, sus crímenes serían perdonados. No obstante, ningún prisionero perdonado de esta manera ha regresado jamás.
Luego de ser encerrados en la montaña, los prisioneros bajan a través de los niveles de la Mazmorra de Grimrock, guiados por una voz que les habla en sus sueños prometiéndoles una ruta de escape tanto para él como para el grupo al fondo de la mazmorra. El grupo ocasionalmente encuentra notas de un anterior explorador de la mazmorra llamado Toorum, quien aparte de ofrecer pistas sobre ciertos acertijos y almacenes de equipo escondidos, habla sobre sus experiencias de los temblores periódicos de la mazmorra y el diseño del mismo que aparentemente está hecho para ser "recorrido desde la cúspide hacia abajo".